# A.C. Gozzano
ASDC Gozzano còn được gọi là Associazione Sportiva Dilettantistica Calcio Gozzano/Associazione Calcio Gozzano, hay đơn giản là Gozzano, là một câu lạc bộ bóng đá Ý, có trụ sở tại Gozzano, Piedmont.

## Lịch sử
Câu lạc bộ được thành lập vào khoảng những năm 1910 và 1920 với tên Club Sportivo Juventus, và sau đó lấy tên hiện tại. Nó trở thành thành viên của FIGC (Liên đoàn bóng đá Ý) vào năm 1924.
Trong mùa giải 1978-79, đội được thăng hạng lên Serie D lần đầu tiên ; sau đó một lần nữa trong năm 2010-11  và 2014–15 Eccellenza .
Sau hơn 9 thập kỷ thi đấu tại giải đấu nghiệp dư Ý, mùa giải 2017-18, câu lạc bộ đã giành được vị trí đầu tiên tại bảng A của Serie D, và được thăng hạng Serie C, lần đầu tiên tham gia một giải đấu chuyên nghiệp.

## Màu sắc và huy hiệu
Màu sắc lịch sử của đội là đỏ và xanh.
Từ năm 1985 đến năm 1995, các cầu thủ mặc áo hai nửa màu đỏ và trắng có nguồn gốc từ màu sắc của biểu tượng thị trấn (cũng được in hình vào huy hiệu câu lạc bộ).

## Sân vận động
Kể từ những năm 1950, sân vận động của AC Gozzano là Stadio Alfredo d'Albertas ở  số 3 Via Madonna di Luzzara, Monterosso. Hoàn toàn đổi mới và nâng cấp vào năm 2019 sau khi "cusiani" thăng hạng lên Serie C , sân vận động được đặt tên theo tên của chủ tịch phục vụ lâu nhất của câu lạc bộ (HE Marquis Alfredo d'Albertas, 1916-1992)  và có sức chứa khoảng 1.500 .
Vì sân vận động chưa sẵn sàng để sử dụng vào đầu mùa giải 2018-19, Gozzano đã sử dụng Stadio Silvio Piola ở số 5 Via Massaua, Vercelli làm nơi tổ chức hầu hết các trận đấu trên sân nhà (cả trong 2018-19 Serie C và 2018–19 Coppa Italia Serie C)  .
Câu lạc bộ cũng đã sử dụng Stadio Silvio Piola của Novara cho trận mở màn 2018-19 Serie C.